# Archimediella
Archimediella is een geslacht van mollusken, dat fossiel bekend is vanaf het Laat-Eoceen. Tegenwoordig zijn van dit geslacht meerdere soorten bekend.

## Beschrijving
Deze penhoren heeft een slanke, spitse, torenvormige horen met afgevlakte zijden. De windingen nemen langzaam in grootte toe en overlappen elkaar een klein beetje. De spira (alle windingen behalve de laatste winding bij een gespiraliseerde schelp) is aan de bovenzijde dikwijls met een kalkprop verzegeld en afgebroken. De hoeveelheid spiraalrichels vermeerdert zich naar beneden toe. De bijna vierkante mondopening zonder kanaal aan de basis heeft een dunne, dikwijls afgebrokkelde rand. De lengte van de schelp bedraagt ongeveer 6 cm.

## Leefwijze
Dit mariene geslacht bewoont ver uit de kust liggende, ondiepe wateren.